# Gran Premio di Germania 1968
Il Gran Premio di Germania 1968 fu una gara di Formula 1, disputatasi il 4 agosto 1968 sul Nürburgring. Fu l'ottava prova del mondiale 1968 e vide la vittoria di Jackie Stewart su Matra-Ford, seguito da Graham Hill e da Jochen Rindt

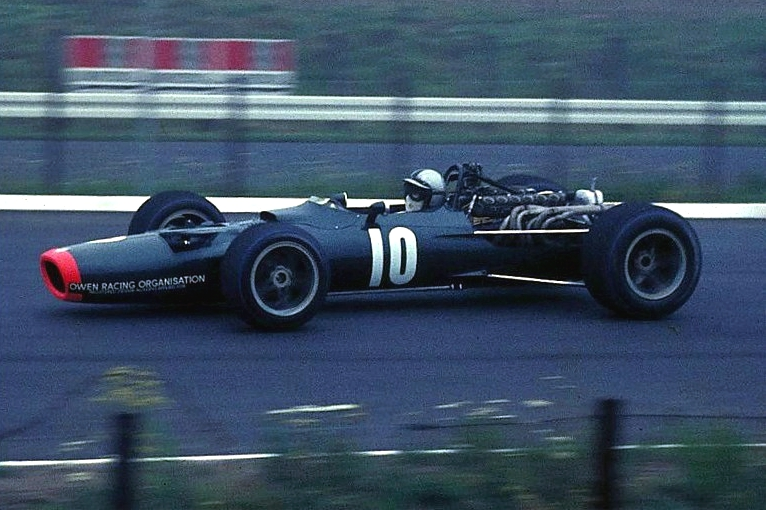
Pedro Rodriguez alla guida della sua BRM durante il Gran Premio di Germania 1968

## Qualifiche
| Pos | N. | Pilota               | Costruttore   | Scuderia                              | Tempo   | Distacco |
| --- | -- | -------------------- | ------------- | ------------------------------------- | ------- | -------- |
| 1   | 9  | Jacky Ickx           | Ferrari       | Scuderia Ferrari SpA SEFAC            | 9:04.0  | -        |
| 2   | 8  | Chris Amon           | Ferrari       | Scuderia Ferrari SpA SEFAC            | 9:14.9  | +10.9    |
| 3   | 5  | Jochen Rindt         | Brabham-Repco | Brabham Racing Organisation           | 9:31.9  | +27.9    |
| 4   | 3  | Graham Hill          | Lotus-Ford    | Gold Leaf Team Lotus                  | 9:46.0  | +42.0    |
| 5   | 20 | Vic Elford           | Cooper-BRM    | Cooper Car Company                    | 9:53.0  | +49.0    |
| 6   | 6  | Jackie Stewart       | Matra-Ford    | Matra International                   | 9:54.2  | +50.2    |
| 7   | 7  | John Surtees         | Honda         | Honda Racing                          | 9:57.8  | +53.8    |
| 8   | 22 | Piers Courage        | BRM           | Reg Parnell Racing                    | 10:00.1 | +56.1    |
| 9   | 16 | Jo Siffert           | Lotus-Ford    | Rob Walker/Jack Durlacher Racing Team | 10:03.4 | +59.4    |
| 10  | 14 | Dan Gurney           | Eagle-Weslake | Anglo American Racers                 | 10:13.9 | +69.9    |
| 11  | 1  | Denny Hulme          | McLaren-Ford  | Bruce McLaren Motor Racing            | 10:16.0 | +72.0    |
| 12  | 12 | Jean-Pierre Beltoise | Matra         | Matra Sports                          | 10:17.3 | +73.3    |
| 13  | 21 | Jackie Oliver        | Lotus-Ford    | Gold Leaf Team Lotus                  | 10:18.7 | +74.7    |
| 14  | 10 | Pedro Rodríguez      | BRM           | Owen Racing Organisation              | 10:19.7 | +75.7    |
| 15  | 4  | Jack Brabham         | Brabham-Repco | Brabham Racing Organisation           | 10:23.1 | +79.1    |
| 16  | 2  | Bruce McLaren        | McLaren-Ford  | Bruce McLaren Motor Racing            | 10:33.0 | +89.0    |
| 17  | 17 | Kurt Ahrens, Jr.     | Brabham-Repco | Caltex Racing Team                    | 10:37.3 | +93.3    |
| 18  | 18 | Hubert Hahne         | Lola-BMW      | Bayerische Motoren Werke AG           | 10:42.9 | +98.9    |
| 19  | 19 | Lucien Bianchi       | Cooper-BRM    | Cooper Car Company                    | 10:46.6 | +102.6   |
| 20  | 11 | Richard Attwood      | BRM           | Owen Racing Organisation              | 10:48.2 | +104.2   |

## Gara
| Pos | N. | Pilota               | Costruttore/Motore | Giri | Tempo/Ritiro    | Griglia | Punti |
| --- | -- | -------------------- | ------------------ | ---- | --------------- | ------- | ----- |
| 1   | 6  | Jackie Stewart       | Matra-Ford         | 14   | 2:19:03.2       | 6       | 9     |
| 2   | 3  | Graham Hill          | Lotus-Ford         | 14   | + 4:03.2        | 4       | 6     |
| 3   | 5  | Jochen Rindt         | Brabham-Repco      | 14   | + 4:09.4        | 3       | 4     |
| 4   | 9  | Jacky Ickx           | Ferrari            | 14   | + 5:55.2        | 1       | 3     |
| 5   | 4  | Jack Brabham         | Brabham-Repco      | 14   | + 6:21.1        | 15      | 2     |
| 6   | 10 | Pedro Rodríguez      | BRM                | 14   | + 6:25.0        | 14      | 1     |
| 7   | 1  | Denny Hulme          | McLaren-Ford       | 14   | + 6:31.0        | 11      |       |
| 8   | 22 | Piers Courage        | BRM                | 14   | + 7:56.4        | 8       |       |
| 9   | 14 | Dan Gurney           | Eagle-Weslake      | 14   | + 8:13.7        | 10      |       |
| 10  | 18 | Hubert Hahne         | Lola-BMW           | 14   | + 10:11.4       | 18      |       |
| 11  | 21 | Jackie Oliver        | Lotus-Ford         | 13   | + 1 Giro        | 13      |       |
| 12  | 17 | Kurt Ahrens, Jr.     | Brabham-Repco      | 13   | + 1 Giro        | 17      |       |
| 13  | 2  | Bruce McLaren        | McLaren-Ford       | 13   | + 1 Giro        | 16      |       |
| 14  | 11 | Richard Attwood      | BRM                | 13   | + 1 Giro        | 20      |       |
| Rit | 8  | Chris Amon           | Ferrari            | 11   | Incidente       | 2       |       |
| Rit | 12 | Jean-Pierre Beltoise | Matra              | 8    | Incidente       | 12      |       |
| Rit | 16 | Jo Siffert           | Lotus-Ford         | 6    | Accensione      | 9       |       |
| Rit | 19 | Lucien Bianchi       | Cooper-BRM         | 6    | Perdita benzina | 19      |       |
| Rit | 7  | John Surtees         | Honda              | 3    | Accensione      | 7       |       |
| Rit | 20 | Vic Elford           | Cooper-BRM         | 0    | Incidente       | 5       |       |

## Statistiche

### Piloti
- 4ª vittoria per Jackie Stewart
- 1° pole position per Jacky Ickx
- 1º giro più veloce per Jackie Stewart

### Costruttori
- 2° vittoria per la Matra
- 100º Gran Premio per la Lotus

### Motori
- 11ª vittoria per il motore Ford Cosworth
- 25º e ultimo podio per il motore Repco
- 10º giro più veloce per il motore Ford Cosworth
- 150º Gran Premio per il motore Ferrari

### Giri al comando
- Jackie Stewart (1-14)

## Classifiche Mondiali

### Piloti
| Pos | Pilota               | Punti |
| --- | -------------------- | ----- |
| 1   | Graham Hill          | 30    |
| 2   | Jackie Stewart       | 26    |
| 3   | Jacky Ickx           | 23    |
| 4   | Denny Hulme          | 15    |
| 5   | Pedro Rodríguez      | 11    |
| 6   | Chris Amon           | 10    |
| 7   | Jim Clark            | 9     |
|     | Bruce McLaren        | 9     |
|     | Jo Siffert           | 9     |
|     | Jean-Pierre Beltoise | 9     |
| 11  | John Surtees         | 8     |
|     | Jochen Rindt         | 8     |
| 13  | Ludovico Scarfiotti  | 6     |
|     | Richard Attwood      | 6     |
| 15  | Lucien Bianchi       | 5     |
| 16  | Brian Redman         | 4     |
| 17  | Vic Elford           | 3     |
| 18  | Silvio Moser         | 2     |
|     | Jack Brabham         | 2     |
|     | Jackie Oliver        | 2     |
| 21  | Piers Courage        | 1     |

### Costruttori
| Pos | Team          | Punti |
| --- | ------------- | ----- |
| 1   | Lotus-Ford    | 44    |
| 2   | Matra-Ford    | 29    |
| 3   | Ferrari       | 28    |
| 4   | McLaren-Ford  | 22    |
| 5   | BRM           | 18    |
| 6   | Cooper-BRM    | 12    |
| 7   | Brabham-Repco | 10    |
| 8   | Honda         | 8     |
| 9   | Matra         | 6     |
| 10  | McLaren-BRM   | 2     |